# Coleophora sciurella
Coleophora sciurella é uma espécie de mariposa do gênero Coleophora pertencente à família Coleophoridae.